# Escut de l'Albi

Escut oficial de l'Albi

L'escut oficial de l'Albi té el següent blasonament:
Escut caironat: de gules, un àlber d'argent acompanyat al cap de dues palmes d'or en banda i en barra i, a la punta, de quatre estrelles d'or en banda i en barra. Per timbre, una corona de baró.

## Història
Va ser aprovat el 22 de gener de 2009 i publicat al DOGC núm. 5.314, del 9 de febrer del mateix any.
L'àlber d'argent en camper de gules és l'escut tradicional del municipi i és el senyal parlant dels barons de l'Albi, antics senyors de la vila; la baronia és representada també per la corona damunt l'escut. Les estrelles d'or representen l'alba i són un altre senyal parlant, recentment introduït, igualment com les dues palmes, emblema del martiri dels sants metges Cosme i Damià, patrons de la vila.